# Mamadou Diop
Pour les articles homonymes, voir Diop.
Le colonel Mamadou Diop, né le 9 mai 1936 et mort le 26 mars 2018 à Dakar au Sénégal, est un officier supérieur, homme politique sénégalais, et ancien maire de Dakar.
Il a été ministre des présidents Léopold Sedar Senghor et Abdou Diouf.

## Biographie

### Formation
Il obtient son brevet d’officier à l'École nationale des sous-officiers d'active à Saint-Maixent-l'École. Il obtient par la suite un diplôme d’État-major en 1964, puis un doctorat en droit et un en philosophie[réf. souhaitée].

### Carrière
En 1956, incorporé dans l’Armée française, Mamadou Diop est affecté au Niger puis en Algérie. En 1960, il est promu lieutenant. Au mois de novembre de la même année, il revient au Sénégal et intègre la gendarmerie. Il a commandé la compagnie de gendarmerie du Sine-Saloum et du Sénégal oriental ainsi que l’école de formation et d’application de la gendarmerie nationale avant d’être versé dans la réserve lorsqu’il obtient le grade de commandant. Plus tard, il arbore ses galons de colonel.
En 1971, il accède aux fonctions de magistrat à la Cour suprême où il occupe le poste d’avocat général. En reconnaissance à l’appui de son père, le président de la République le fait venir à ses côtés. Il devient secrétaire général de la Présidence. Il est nommé tour à tour aux départements des Travaux publics, du Transport et de l’Urbanisme, fonction qu’il exerce jusqu’au départ du président Léopold Sédar Senghor.
En janvier 1981, il est ministre de la Santé publique dans le premier Gouvernement de Habib Thiam. En 1984, Mamadou Diop devient maire de Dakar et occupera ce poste pendant 17 ans. Pape Diop lui succède en 2002. Il a aussi présidé aux destinées de la commune d’arrondissement de Yoff.

## Distinctions
Le colonel Mamadou Diop est titulaire de plusieurs décorations nationales et étrangères :
- Chevalier de l'ordre national du Mérite (France)
- Officier de l'ordre national du Lion du Sénégal
- Croix de la Valeur militaire (France)